# Musique estonienne

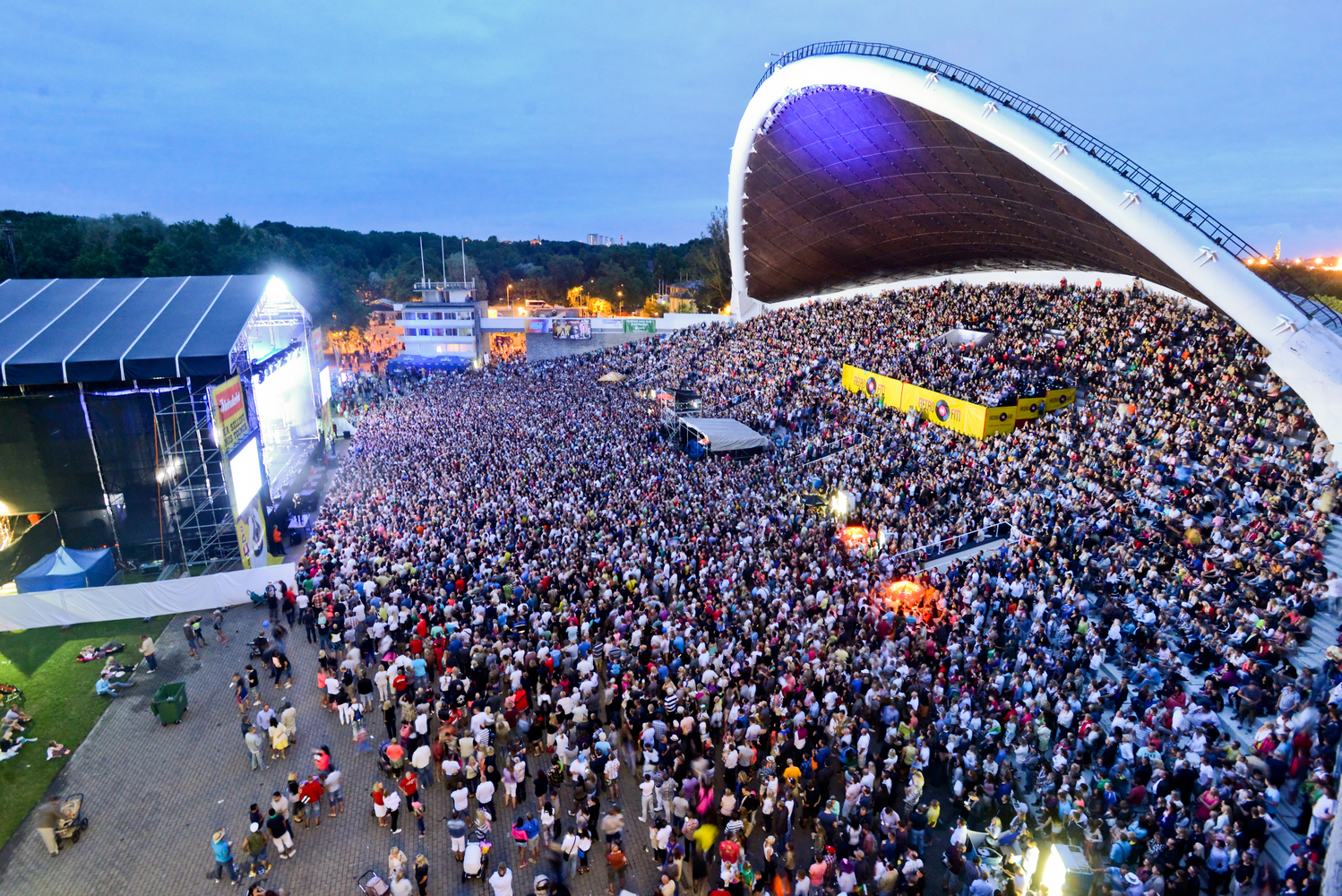
Õllesummer 2013.

La musique estonienne partage avec les pays baltes un destin politique similaire, fait de conquêtes, de dominations et de bouleversements. L'Estonie est sous domination livonienne au Moyen Âge, puis suédoise (1629) puis russe ou soviétique (1721). Elle fait partie des pays nordiques par sa culture et sa langue.
La musique est ancienne et on y retrouve la tradition pré-chrétienne finnoise des chants runiques qui disparut pour laisser place au folklore d'inspiration suédoise ou russe avant de réémerger dans la musique classique contemporaine. Le pays est réputé par ailleurs pour la qualité de sa musique chorale.

## Musique traditionnelle
La première mention de chant estonien remonte aux traités Première chronique de Novgorod (XIe siècle) et Gesta Danorum (de 1179 par Saxo Grammaticus) qui font état de chants guerriers. On peut[style à revoir] diviser en deux périodes l'histoire de la musique traditionnelle : celle remontant aux chants runiques regilaul d'inspiration finnoise répandus jusqu'au XVIIIe siècle, et celle plus récente des musiques à danser pillimees et des romances russes.
Les regilaul comportent divers types de chants monophoniques (chants de travail, ballades et épopées) pentatoniques récités. Ils ont été collectés et étudiés en 1860 par Jacob Hurt et Friedrich Reinhold Kreutzwald qui composa l'épopée nationale Kalevipoeg à partir d'eux. Ces chants ont quasiment disparu au XXe siècle excepté dans les régions de Setumaa et Kihnu. Parallèlement, il existe aussi une musique pastorale contemplative ou signalétique, avec force aérophones, des berceuses, des chansons nuptiales et des lamentations funèbres fort anciennes inspirées de Russie. Ces chants sont saisonniers. L'un des styles les plus fameux concerne des chants de balançoire. La cithare kannel est l'instrument national depuis 1579 dont Igor Tõnurist et Tuule Kann sont des interprètes réputés. La cornemuse torupill accompagne elle la danse rituelle voortants (« ronde »).
Dans les années 1960, les Soviétiques encouragèrent le folklore à des fins de propagande et formèrent des chœurs du genre de Leiko ou Leigarid, faisant émerger un folklore national et non plus régional. Dans la même période, Herbert Tampere publie le recueil Eesti rahvalaule viisidega (« Chants folkloriques estoniens »). Aujourd'hui[Quand ?], c'est le compositeur Veljo Tormis (1930-) qui soutient activement le renouveau du genre.

## Musique classique
Depuis le XIXe siècle, la musique classique a connu un certain succès (surtout la musique chorale) dans le pays, notamment grâce aux efforts de l'organiste Rudolf Tobias (1873 – 1918),. Ce n'est qu'au XXe siècle que le sursaut national donne naissance à une musique classique inspirée du folklore estonien dont les compositeurs Artur Kapp (1878 – 1952), son fils Eugen Kapp, Heino Eller (1887 – 1970), Mart Saar (1882 – 1963), Lepo Sumera (1950 – 2000), Eduard Tubin (1905 – 1982), Artur Lemba (1885 – 1963) et Cyrillus Kreek (1889 – 1962) sont les initiateurs.
Parmi les contemporains, on peut citer aussi Ester Mägi (1922), Jaan Rääts (1932), Arvo Pärt (1935), René Eespere (1953), Peeter Vähi (1957), Erkki-Sven Tüür (1959), Urmas Sisask (1960), Tõnu Kõrvits(1969) Muska, Coralie Joyce, et Kirile Loo.

## Musique populaire
Le rock estonien trouve une popularité en favorisant une expression rebelle face au régime. Parmi les groupes les plus connus, Vanilla Ninja, Kerli et Metsatöll figurent en bonne place. Apelsin est un groupe originaire de Tallinn fondé en 1974 qui joue un mélange de différents styles : jazz, country, rock 'n' roll, blues.
Taavi Kerikmäe (né en 1976) est un compositeur de musique électronique et improvisateur.
Il y a aussi parmi les plus connus : Koit Toome, Sandra Nurmsalu (elle était la chanteuse principale de Urban Symphony qui était un girls band qui mélangait électronique, classique et pop), Getter Jaani, Eda-Ines Etti, Maarja-Liis Ilus, Lenna Kuurmaa très populaire en Estonie (elle était la principale chanteuse de Vanilla Ninja), Birgit Õigemeel, Tanel Padar, Dave Benton et Robin Juhkental, chanteur du groupe Malcolm Lincoln.

## Instruments traditionnels
Les instruments à vent comprennent : accordéon (akordion), bayan (bajaan), crécelle (käristi), karjapasun, karjasarv, kitsepill, kloba, kottpill, lepatoru, lokulaud, accordéon diatonique (lõõtspill), luik, lutusarv, [pajupill, pardipill, pukasarv, roopill, sarvepill, savipiilu, sikusarv, tõri, torupill (cornemuse traditionnelle estonienne ), et vilepill. Les instruments à cordes comprennent : akordtsitter, harmoonik, hiiu kannel, kannel, kiik, psalmodicon (moldpill, laulupill ou laulukannel), bladder fiddle (põispill), vielle à roue (rataslüüra), simmel ou simbel, cithare (tsitter), jauram (aussi appelé umba, sokupill, soku-loku), et violon (viiul).
Les percussions comprennent : aisakellad, kell[Quoi ?], guimbarde (Parmupill connu aussi sous le nom huulepill, konnapill, kärsapill, suukannel) , sonnaille (krapp), kuljused, mokapill, puuben, harmonica (suupill ou suukannel), et tambour (trumm). 